# Tillandsia geminiflora
Tillandsia geminiflora là một loài thuộc chi Tillandsia. Đây là loài bản địa của Brasil.

## Hình ảnh

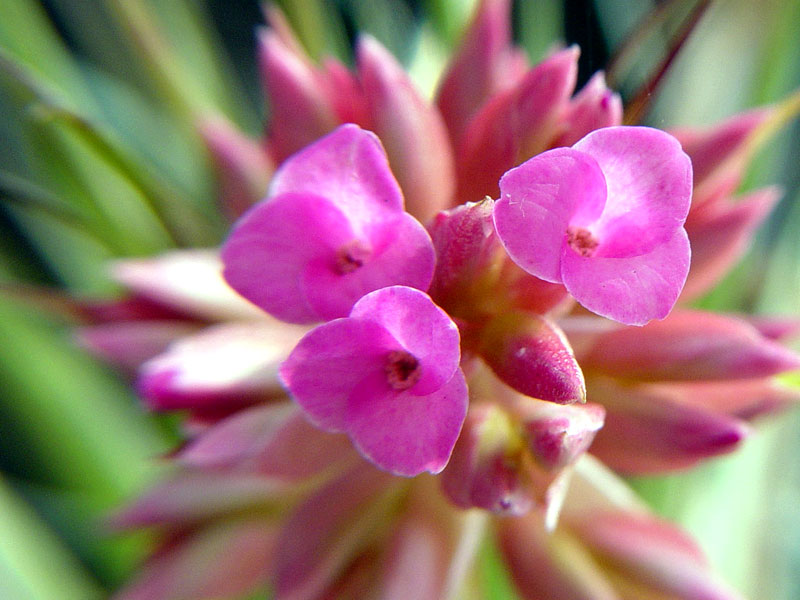
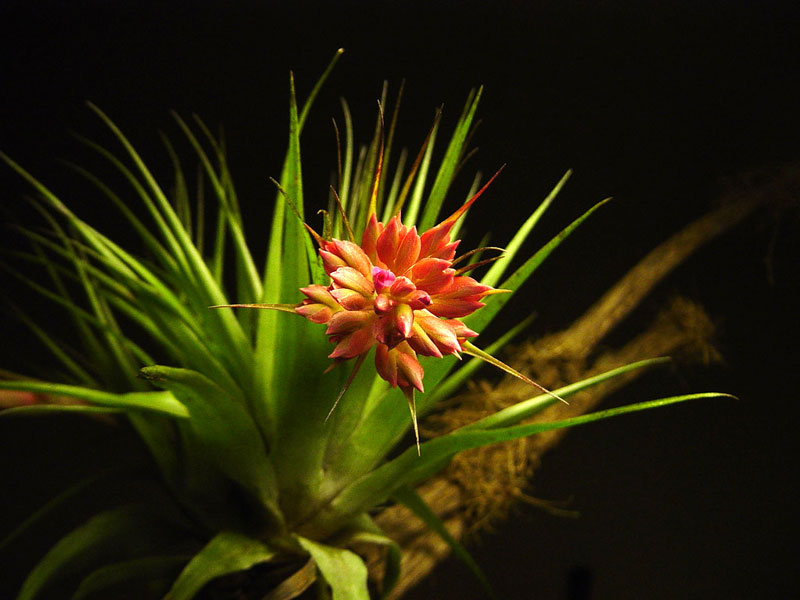

## Giống
- Tillandsia 'Bushfire'
- Tillandsia 'J. R.'
- Tillandsia 'Mystic Twins'
- Tillandsia 'Pink Sugar'
- Tillandsia 'Pink Surprise'